# Relações entre Coreia do Norte e Rússia
As relações entre Coreia do Norte e Rússia são as relações diplomáticas estabelecidas entre a República Popular Democrática da Coreia e a Federação Russa. Ambos são vizinhos, com uma extensão de 19 km na fronteira entre os dois países. A Rússia possui uma embaixada em Pyongyang e a Coreia do Norte possui uma embaixada em Moscou.

## História

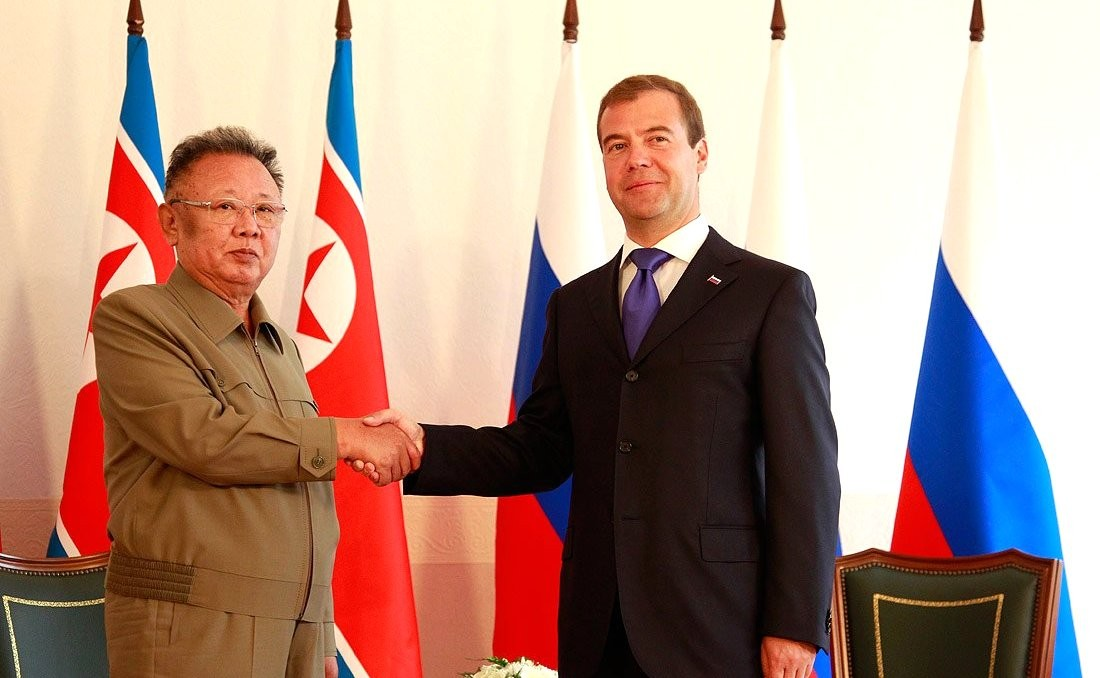
O líder norte-coreano Kim Jong-il e o Presidente da Rússia, Dmitri Medvedev, em 2011.

As relações diplomáticas entre a República Popular Democrática da Coreia e a União das Repúblicas Socialistas Soviéticas (o Estado predecessor da Federação Russa) foram estabelecidas pela primeira vez em 12 de outubro de 1948, pouco depois da proclamação de independência dos norte-coreanos. Embora fossem aliados próximos durante a Guerra Fria, as duas nações se afastaram politicamente desde a dissolução da União Soviética. A diplomacia ganhou alguma importância novamente depois que Kim Jong-Un aceitou um convite para visitar a Rússia em 2014-15.